# Автодорога М6 (Армения)
М6 (арм. Մ6) — автомобильная дорога в Армении, проходящая от грузино-армянской границы до Ванадзора через Лорийскую и Тавушскую области. Важнейший участок дорожной сети Армении.

## Описание
М6 классифицируется как межгосударственная автодорога — соединяющая дорожную сеть Армении с дорожной сетью другого государства и обеспечивающая передвижение по автодорогам в другую страну. Протяжённость дороги — 91,2 км. Ранее дорога была частью большой дороги Ванадзор — Тбилиси, которая сейчас находится не в удовлетворительном состоянии. Пункт пропуска транспорта на грузино-армянской границе сейчас реконструируется. М6 пересекается с автодорогой М3.